# Sesto Fiorentino
Sesto Fiorentino er en by med 48.742(2023) indbyggere i provinsen Firenze i regionen Toscana i Italien.